# Fritzi Schwingl
Friederike "Fritzi" Schwingl, née le 28 juillet 1921 à Vienne et morte le 9 juillet 2016 à Kötschach-Mauthen, est une kayakiste autrichienne.

## Palmarès

### Jeux olympiques
- Londres 1948 :
  -  Médaille de bronze en K-1 500 m.

### Championnats du monde de course en ligne
- Mâcon 1954 :
  -  Médaille d'argent en K-1 500 m.
- Copenhague 1950 :
  -  Médaille d'argent en K-2 500 m avec Gertrude Liebhart.
  -  Médaille de bronze en K-1 500 m.
- Londres 1948 :
  -  Médaille de bronze en K-2 500 m avec Gertrude Liebhart.

### Championnats du monde de slalom
- Augsbourg 1957 :
  -  Médaille de bronze en K-1 par équipe.
- Merano 1953 :
  -  Médaille d'or en K-1.
  -  Médaille de bronze en K-1 par équipe.
- Steyr 1951 :
  -  Médaille d'or en K-1 par équipe.
  -  Médaille d'argent en K-1.
- Genève 1949 :
  -  Médaille d'or en K-1 par équipe.
  -  Médaille d'argent en K-1.